# Stefan Mutter
Stefan Mutter (Basel, 3 oktober 1956) is een voormalig Zwitsers wielrenner.

## Belangrijkste overwinningen
1978
- Giro del Mendrisiotto

1981
- Zwitsers kampioen op de weg, Elite
- 3e etappe deel A Ronde van de Middellandse Zee
- Eindklassement Ronde van de Middellandse Zee

1982
- 10e etappe Tour de France

1984
- 4e etappe Ronde van Italië

## Resultaten in voornaamste wedstrijden
| Jaar | Ronde van Italië | Ronde van Frankrijk | Ronde van Spanje |
| ---- | ---------------- | ------------------- | ---------------- |
| 1979 |                  | 75e                 |                  |
| 1980 |                  |                     |                  |
| 1981 | 39e              |                     |                  |
| 1982 |                  | 21e (1)             | 7e               |
| 1983 | 42e              |                     |                  |
| 1984 | 33e (1)          |                     |                  |
| 1985 | 44e              | opgave              |                  |
| 1986 |                  |                     | 19e              |
| 1987 |                  | opgave              |                  |
| 1988 |                  |                     |                  |

| Jaar | Milaan-San Remo | Gent-Wevelgem | Ronde van Vlaanderen | Parijs-Roubaix | Amstel Gold Race | Luik-Bast.‑Luik | Ronde van Lombardije | Rund um den Henninger-Turm | Waalse Pijl |  | WK op de weg |  | Wereldranglijsten |
| ---- | --------------- | ------------- | -------------------- | -------------- | ---------------- | --------------- | -------------------- | -------------------------- | ----------- |  | ------------ |  | ----------------- |
| 1979 |                 |               |                      | 33e            |                  |                 |                      | 15e                        |             |  | 33e          |  |                   |
| 1980 | 28e             |               |                      |                |                  | 14e             |                      |                            |             |  |              |  | 27e (SPP)         |
| 1981 | 27e             | 114e          | 9e                   |                | 9e               | ↑               |                      |                            | 5e          |  | 8e           |  | 21e (SPP)         |
| 1982 |                 | 13e           | 19e                  | 4e             |                  | ↑               | 18e                  |                            |             |  | 12e          |  | 20e (SPP)         |
| 1983 | 58e             | 8e            |                      |                | 18e              |                 |                      |                            | 60e         |  | 10e          |  |                   |
| 1984 |                 | 7e            |                      | 23e            |                  | 30e             | 20e                  |                            | 45e         |  |              |  |                   |
| 1985 | 14e             | 45e           | 10e                  |                |                  |                 |                      | 11e                        |             |  |              |  |                   |
| 1986 |                 |               |                      |                |                  | 33e             |                      |                            |             |  |              |  |                   |
| 1987 | 47e             |               |                      |                | 21e              | 63e             |                      | 10e                        |             |  |              |  |                   |
| 1988 |                 |               |                      | 41e            |                  |                 |                      |                            |             |  |              |  |                   |